# Catálogo Karachentsev de Pares Aislados de Galaxias
El Catálogo Karachentsev de Pares Aislados de Galaxias (KPG) (en inglés: Karachentsev Isolated Pairs of Galaxies Catalogue) es un catálogo astronómico publicado en 1972.
Contiene información de 1206 galaxias del hemisferio norte con magnitudes inferiores a 15,7 localizadas en 603 pares aislados de galaxias.
El catálogo incluye coordenadas celestes, magnitud aparente, velocidad radial, excentricidad, clasificación de Hubble, tipo espectral y distancia entre los componentes.

## Nomenclatura
El catálogo nombra con un número (del 1 al 603) cada par galáctico y con una letra (A y B) cada uno de los componentes. Ej:
KPG 1: Par de galaxias en la constelación de Pegaso.
KPG 170A: Galaxia lenticular localizada en un par de galaxias en la constelación de la Osa Menor.